# Victor Nyirenda
Victor Nyirenda (Blantyre, 23 agosto 1988) è un calciatore malawiano, attaccante del APR FC e della Nazionale malawiana.

## Carriera

### Club
Dopo gli esordi in patria, dal 2006 al 2009 ha giocato nelle serie minori inglesi; dal 2009 gioca nell'APR Kigali, il club più titolato del Ruanda.

### Nazionale
Ha esordito in Nazionale nel 2008; nel 2010 ha partecipato alla Coppa d'Africa.

## Palmarès

### Club

#### Competizioni nazionali
- National Football League (Ruanda): 5

APR Kigali: 2009, 2010, 2011, 2012, 2013-2014
- Rwandan Cup: 4

APR Kigali: 2010, 2011, 2012, 2014

#### Competizioni internazionali
- CECAFA Cup: 1

APR Kigali: 2010